# Clarksburg (Indiana)
Pour les articles homonymes, voir Clarksburg.
Clarksburg est une census-designated place située dans le comté de Decatur, dans l’État de l'Indiana, aux États-Unis. Lors du recensement de 2020, elle compte 127 habitants.